# Danh lục sao sáng
Sao Ngưu Lang (α Aql / α Aquilae / Alpha Aquilae / Altair) là ngôi sao sáng nhất trong chòm sao Thiên Ưng (Aquilae) và là sao sáng thứ 12 trong bầu trời đêm, với độ sáng biểu kiến 0,77.
Sao Ngưu Lang là một đỉnh của Tam giác mùa hè. Nó là sao dạng "A" hay sao trắng cách Trái Đất 17 năm ánh sáng và là một trong những sao gần nhất có thể nhìn thấy bằng mắt thường.
Trong một số ngôn ngữ nước ngoài, chẳng hạn như trong tiếng Anh, nó có tên là "Altair" có nguồn gốc từ tiếng Ả Rập để chỉ "con chim" "đại bàng", "sinh vật bay", từ thành ngữ نسر الطائر an-nasr aţ-ţā?ir.